# Oman pravý
Oman pravý (Inula helenium) je statná vytrvalá rostlina z čeledi hvězdnicovitých, dorůstající do výšky 1–1,5 m. Areál přirozeného výskytu sahá od západní Evropy (Anglie) na východ až po mírné oblasti jižní Sibiře a severozápadní Čínu.

## Využití
Z této rostliny se používají především kořeny. Má velký význam při všech výměnách látkových. Možnost použití sahá od nechutenství přes špatné trávení, žaludeční a střevní potíže až po přejezení a selhání jater. Působí projímavě a současně reguluje vylučování vody, což má význam při všech zánětlivých procesech v těle. Kromě toho se používá i na dýchací trakt, kde uvolňuje spazmy. Velmi pomáhá i při zánětu průdušek. Oman se prodává buď jako čaj, tinktura nebo sirup.[zdroj⁠?!]

## Galerie

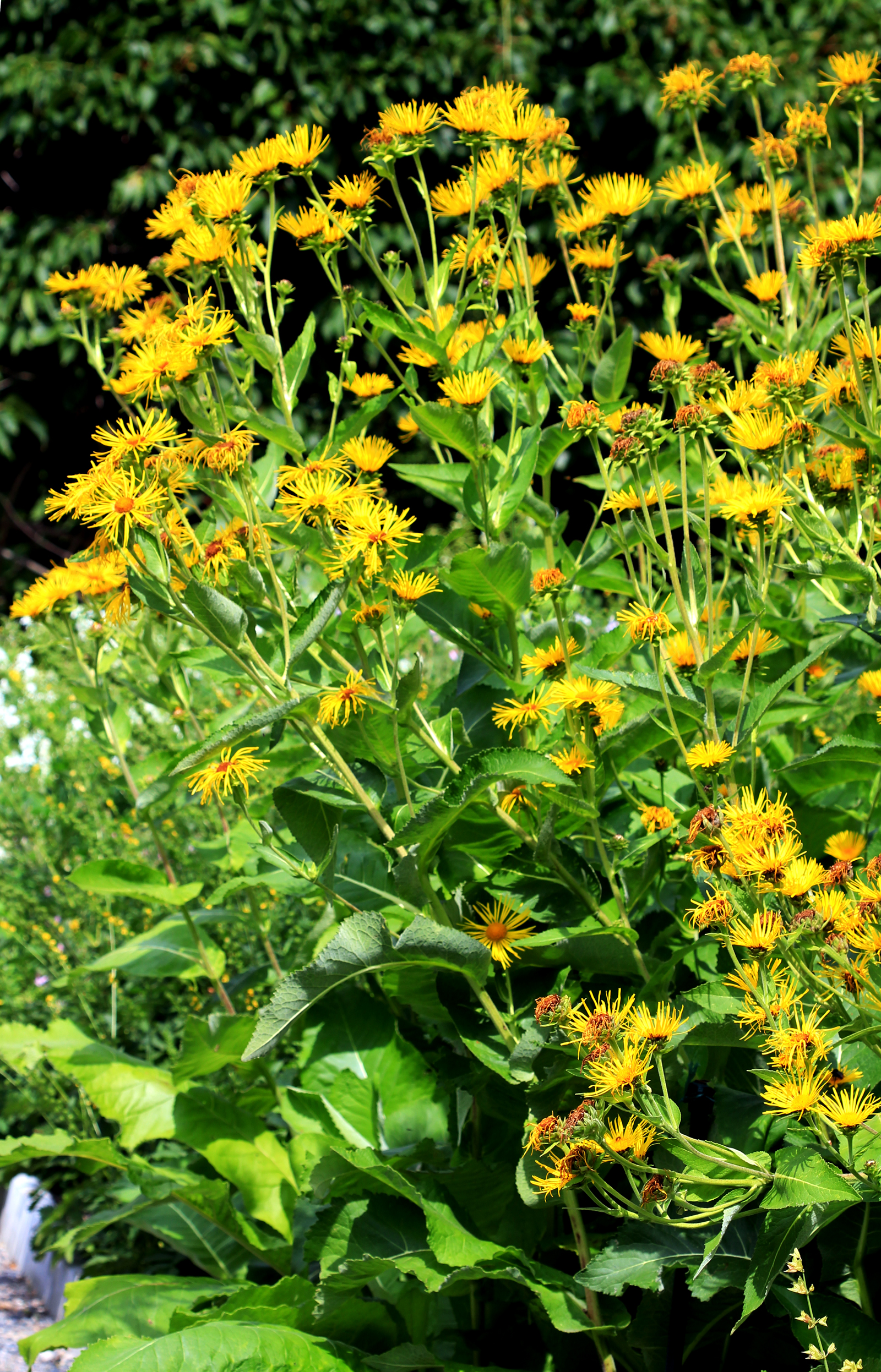
Oman pravý
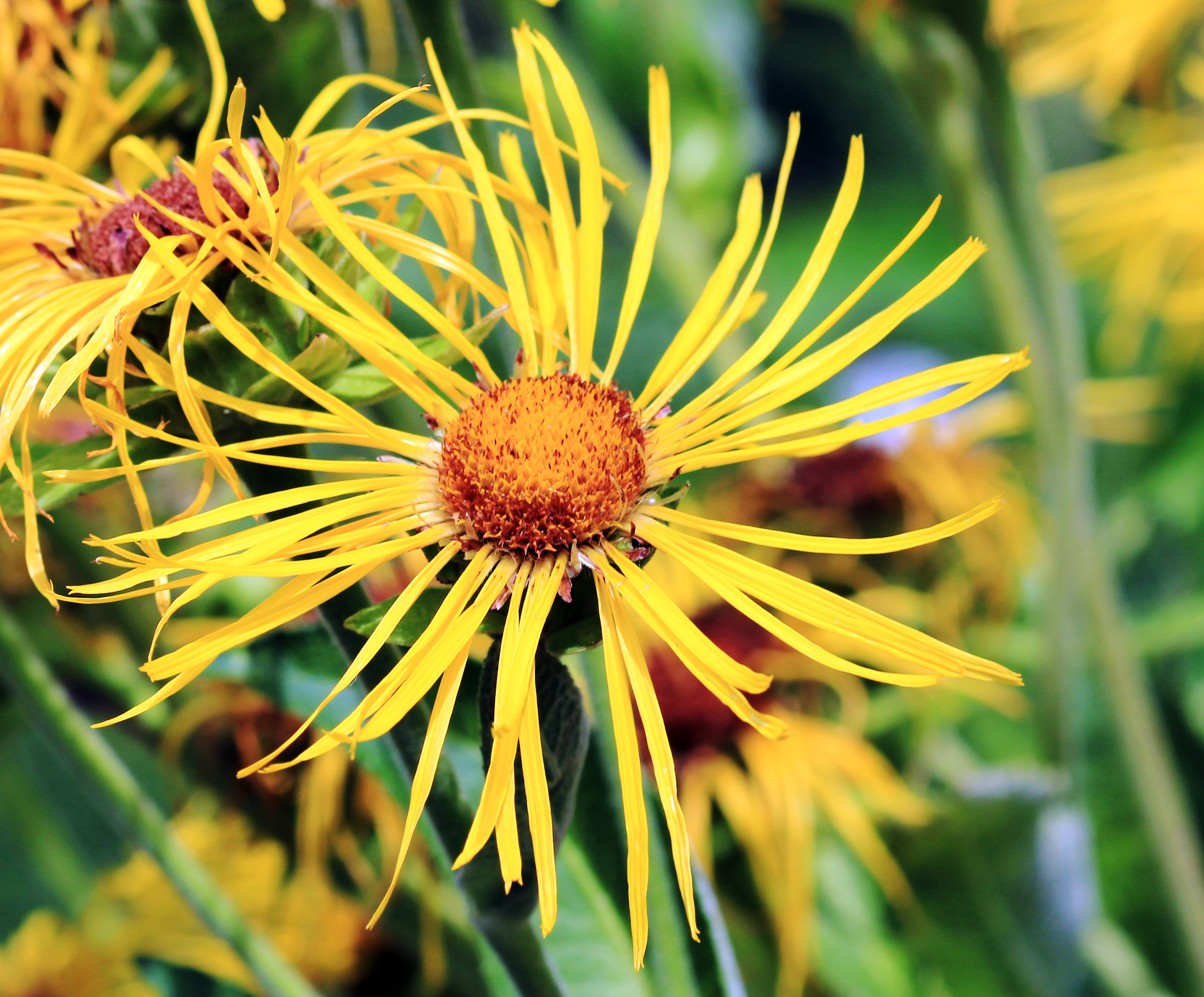
Květenství omanu pravého
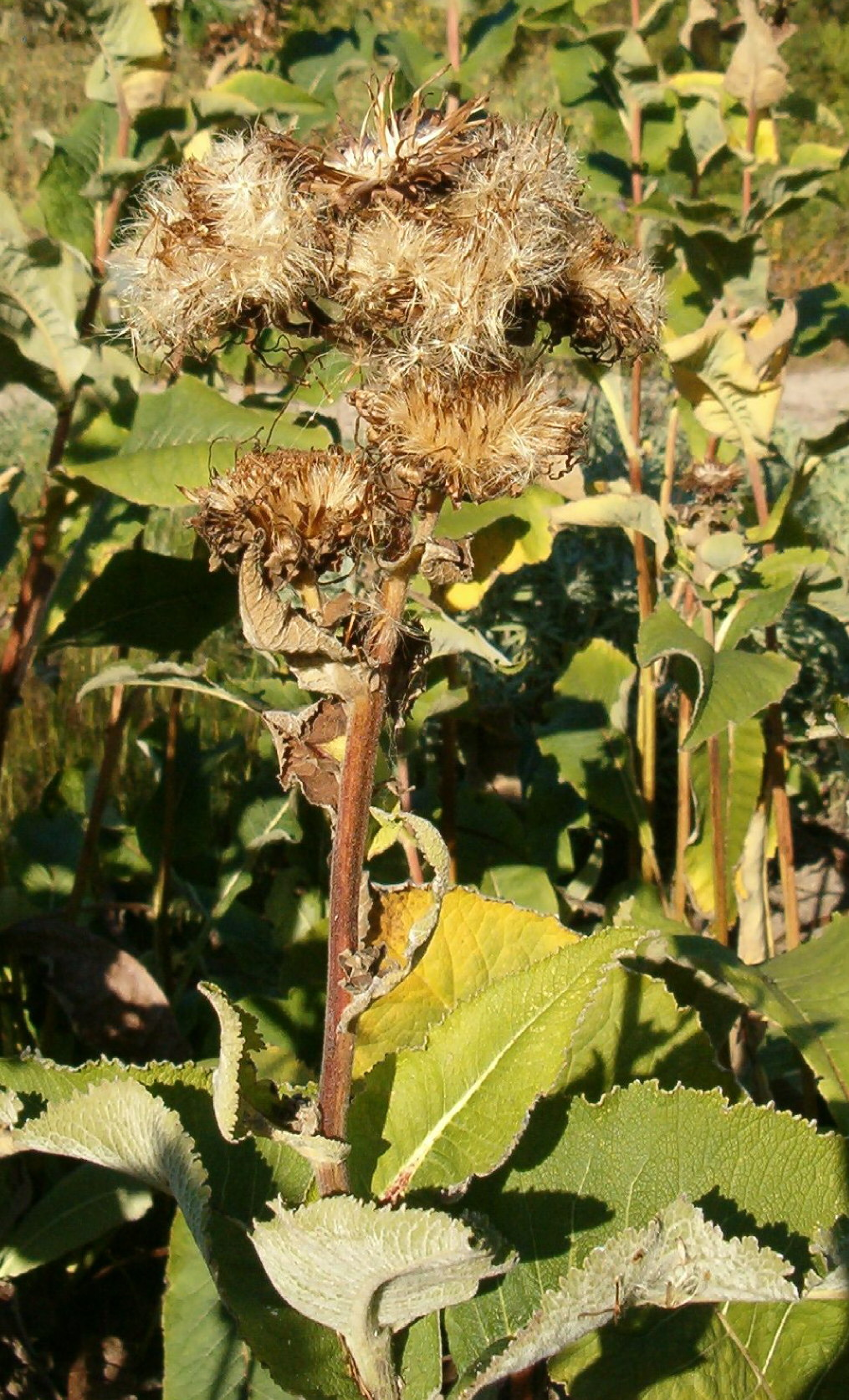
Plodící oman pravý